# Thubten Jigme Norbu
Thubten Jigme Norbu, anerkannt als Taktser Rinpoche (Taktser; * 16. August 1922 in Taktser; † 5. September 2008 in Indiana) war ein tibetischer Lama, Schriftsteller, Bürgerrechtler und Professor für tibetische Studien. Thupten Jigme Norbu, der älteste Bruder des vierzehnten Dalai Lama Tenzin Gyatso, war einer der ersten hochrangigen Tibeter im Exil und Mitgründer des International Tibet Independence Movement. Seine Autobiographie Tibet – Verlorene Heimat wurde von Heinrich Harrer während eines Aufenthaltes Norbus 1959 in Kitzbühel, Österreich, niedergeschrieben.